# Teteven
Teteven (bulharsky Тетевен) je město v Bulharsku s přibližně 10 tisíci obyvateli. Je centrem obštiny Teteven v Lovečské oblasti. Leží na řece Vit 110 km severovýchodně od Sofie. V okolí města se nachází pohoří Stara Planina s horami Petrachilja, Ostrič a Červen. Díky horské přírodě je Teteven důležitým turistickým střediskem, tradici zde má i dřevozpracující průmysl.
Nachází se zde historické muzeum, Gloženský monastýr a monastýr svatého Ilji, vodopád Skoka a jeskyně Saeva Dupka. Městský svátek připadá na 1. listopadu. Vyhlášenou místní specialitou je rybí polévka salamura.
Spisovatel Ivan Vazov prohlásil: „Dokud jsem nepoznal Teteven, byl jsem v Bulharsku jako cizinec.“

## Historie
Katastr Tetevenu byl osídlen přinejmenším od 11. století př. n. l., což dokládá nález keramiky ze starší doby železné na vrcholu Treskavec (1051 m.). Obyvateli byli Thrákové z kmene Serdů.
Jméno města poprvé zmiňují zápisy z roku 1421, v pozdějších písemných materiálech je zapsáno pod názvem Tetüven nebo Tetüvene. Předpokládá se, že je odvozeno z příjmení rodiny Teťo, která se zde usadila a sídlo založila. Podle jiných názorů je název města odvozen od slova tětiva, protože město je nataženo jako tětiva podél řeky Vit. V 16. – 17. století město vzkvétalo, bylo tu 27 druhů řemesel a místní obchodníci byli napojeni na mezinárodní obchod. Město dostalo přezdívku Altin Teteven (Zlatý Teteven). V roce 1801 bylo město téměř úplně zničeno a vypáleno při vpádu kardžalijských nájezdníků; z 3 000 domů ve městě zůstaly jen čtyři. Město se pomalu vzpamatovalo a v 50. až 60. letech 19. století se stalo opět jedním z řemeslných center Bulharska, a to především v krejčovství, kožešnictví a řezbářství. Město bylo spravováno jako vakf. V roce 1871 zde Vasil Levski založil revoluční výbor, ale byli v něm zrádci, takže byl podobně jako okolní výbory rozprášen a mnozí jeho členové zatčeni a uvezněni. Podobná situace se opakovala po dubnovém povstání v roce 1876.

## Obyvatelstvo
Ve městě žije 8 991 obyvatel a je zde trvale hlášeno 9 867 obyvatel. Podle sčítání 1. února 2011 bylo národnostní složení následující:
- Bulhaři: 8 587 (93.8 %)
- Romové: 482 (5.3 %)
- Turci: 9 (0.1 %)
- ostatní: 72 (0.8 %)